# Craugastoridae
Craugastoridae é uma família de anfíbios da ordem Anura. Ocorre na América do sul dos Estados Unidos (Arizona e Texas) ao sul até a Argentina e Brasil. Tradicionalmente os gêneros estavam classificados na família Leptodactylidae, entretanto, análises moleculares demonstraram que os gêneros formavam dois clados distintos, sendo então classificados em duas novas famílias, Craugastoridae e Strabomantidae. Em 2011, uma análise com um maior número de amostras demonstrou que a Craugastoridae sensu Hedges et al. estava inserida na Strabomantidae. As duas famílias foram fundidas numa só, a Craugastoridae. Em 2012, uma análise sugeriu que Craugastoridae sensu Hedges et al. era monofilética, contrastando com os resultados obtidos por Pyron e Wiens em 2011. Em 2014, Padial e colaboradores reformularam a sistemática da família, considerando Strabomantidae como sinônimo de Craugastoridae, reduzindo Ceuthomantidae a subfamília de Craugastoridae e excluindo os gêneros Atopophrynus e Geobatrachus.
A família está dividida em três subfamílias, e ainda contém uma espécie de posicionamento incerto, "Eleutherodactylus" bilineatus:
- Subfamília Ceuthomantinae Heinicke, Duellman, Trueb, Means, MacCulloch & Hedges, 2009
  - Gênero Ceuthomantis Heinicke, Duellman, Trueb, Means, MacCulloch & Hedges, 2009
  - Gênero Dischidodactylus Lynch, 1979
  - Gênero Pristimantis Jiménez de la Espada, 1870
  - Gênero Yunganastes Padial, Castroviejo-Fisher, Köhler, Domic & De la Riva, 2007
- Subfamília Craugastorinae Hedges, Duellman & Heinicke, 2008
  - Gênero Craugastor Cope, 1862
  - Gênero Haddadus Hedges, Duellman & Heinicke, 2008
  - Gênero Strabomantis Peters, 1863
- Subfamília Holoadeninae Hedges, Duellman & Heinicke, 2008
  - Gênero Barycholos Heyer, 1969
  - Gênero Bryophryne Hedges, Duellman & Heinicke, 2008
  - Gênero Euparkerella Griffiths, 1959
  - Gênero Holoaden Miranda-Ribeiro, 1920
  - Gênero Hypodactylus Hedges, Duellman & Heinicke, 2008
  - Gênero Lynchius Hedges, Duellman & Heinicke, 2008
  - Gênero Niceforonia Goin & Cochran, 1963
  - Gênero Noblella Barbour, 1930
  - Gênero Oreobates Jiménez de la Espada, 1872
  - Gênero Phrynopus Peters, 1873
  - Gênero Psychrophrynella Hedges, Duellman & Heinicke, 2008